# La dama del sol
La dama del sol es una zarzuela en tres actos con música de José Padilla y libreto de José Andrés de Prada. Se estrenó con gran éxito en el Teatro Victoria de Barcelona, el 24 de diciembre de 1935 por los célebres cantantes Felisa Herrero, Antonio Palacios, Francisco Godayol y Jaime Miret.
La prensa acoge la obra con entusiasmo:
El Día:
"Del popular maestro José Padilla, sobradamente de todos conocido, es lógico esperar algo excelente. No es pues de extrañar que despertara mucha expectación el estreno de “La Dama del Sol”, que tuvo lugar el pasado sábado por la noche en el teatro Victoria. Debemos reconocer que el maestro José Padilla ha logrado un acierto y, a nuestro humilde juicio, ha superado sus últimas producciones.
De entre los muchos números musicales que tiene la obra, destacan el vals cómico del campanero, sacristán y monaguillo, muy bien interpretado por Palacios, Royo y Beut, que fue bisado. El dúo de Margalida y Chaumín es también una de las mejores páginas de la obra. El concertante final del primer acto muy bien de conjunto y ejecución.
En el segundo acto merecen ser citados el  “Canto a Mallorca”, por Margalida y encajeras de bella melodía, cuidada presentación plástica y excelente ejecución. La romanza de Juan Pedro “Mallorquina si..., Mallorquina no”, que gustó mucho, y un canto al vino por Chaumín y coro."
Día Gráfico
"El maestro José Padilla ha encontrado en el tema de la leyenda, campo para exteriorizar su lozana inspiración, y así todos los números de la abundante y linda partitura, en la que predomina la nota sentimental y delicada, evidenciaron al experto melodista, y sobre todo al hábil instrumentador.
Destácanse el dúo de Margalida y Chaumin, de agradabilísima melodía, que cantaron superiormente Felisa Herrero y Jaime Miret; “Mallorca”, la canción de Margalida y coro, de deliciosa línea armónica, que hubo de repetirse; la romanza “Es una rosa temprana” muy graciosa y juguetona, cantada con exquisito gusto por el tenor Godayol, y que mereció también los honores del bis, un alegre terceto cómico, que fue igualmente repetido, y que nos obliga a citar a Antonio Palacios, Jesús Royo y Mariano Beut, que estuvieron felicísimos en su ejecución; una romanza de barítono, muy bien interpretada por Jaime Miret, y que tuvo que repetir. Y finalmente, una “Plegaria”, y una canción de coro de sabor popular admirable. Todos los números fueron, sin reservas calurosamente aplaudidos."
- Datos: Q2882010